# Mademoiselle Félicie
Mademoiselle eller Madame Félicie, var en fransk modedesigner (coutureiere).
Hon var från 1860 en favoritdesigner åt kejsarinnan Eugenie av Frankrike, som gynnade olika modeskapare för olika delar av sin garderob. Charles Frederick Worth gjorde kejsarinnans aftonklänningar, Madame Laferrière förmiddagsklänningarna och Mademoiselle Félicie ytterplaggen, medan Félix Escalier var hennes frisör och Madame Virot och Madame Lebel skapade hennes hattar: samtliga bland de främsta modekreatörerna i Paris. 
En annan av hennes kända kunder var Sarah Bernhardt.
Hon sydde främst kappor, sjalar och andra ytterplagg åt kejsarinnan, men engagerades ibland för andra uppdrag, och producerade ibland kläderna åt 
kejsarprinsen. 